# Leszek Teleszyński

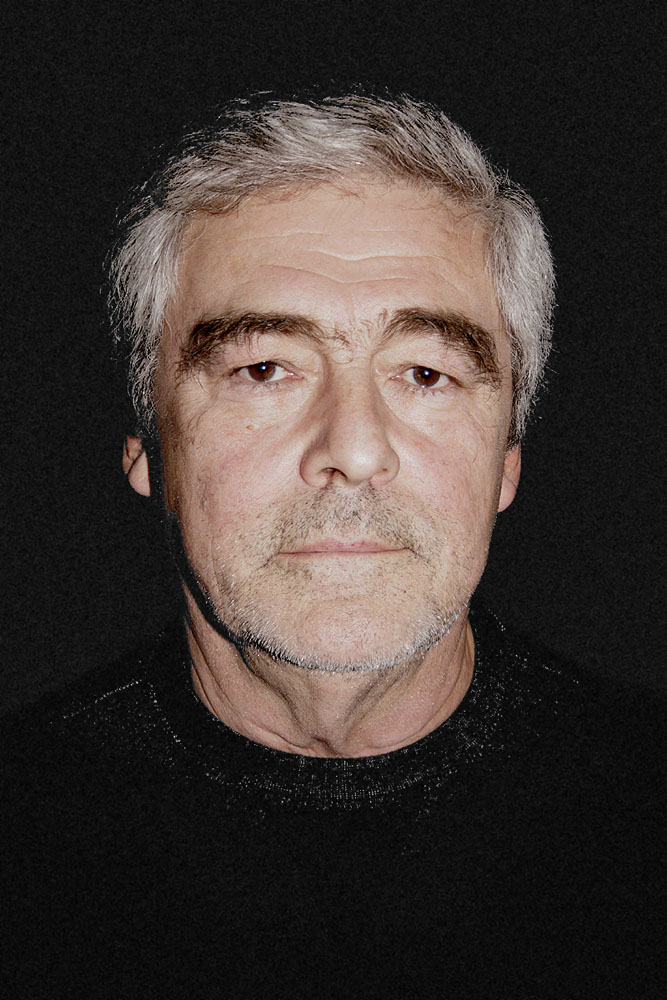
Leszek Teleszyński (2014)

Leszek Teleszyński (sinh ngày 21 tháng 5 năm 1947 tại Kraków) là một diễn viên người Ba Lan. Ông góp mặt trong hơn 30 bộ phim điện ảnh và phim truyền hình. Trong đó, ông nổi tiếng với các vai chính trong những bộ phim do Jerzy Hoffman đạo diễn như: Potop (1974) và Trędowata (1976).
Leszek Teleszyński vinh dự được trao tặng  Huy chương Thập tự vàng (Krzyż Zasługi - 1993) và Huân chương Polonia Restituta (2013) vì những đóng góp to lớn cho nền văn hóa Ba Lan cùng những thành tựu trong sáng tạo nghệ thuật.

## Thành tích nghệ thuật
Dưới đây liệt kê một số phim điện ảnh và phim truyền hình nổi bật có sự góp mặt của Leszek Teleszyński:
- 1971: Trzecia część nocy _ Michał
- 1972: Diabeł _ Jakub
- 1974: Potop _ Bogusław Radziwiłł
- 1976: Trędowata _ Waldemar Michorowski
- 1982: Klakier _ Jerzyk
- 1984: Dom wariatów _ Gigi
- 1987: Opowieść Harleya _ Witek Zapert
- 1988: Czarodziej z Harlemu _ Romuald Strączek
- 1988–1990: W labiryncie _ Krzysztof Werner
- 1996: Panna Nikt _ Cha của Ewy
- 1997–2010: Złotopolscy _ Jerzy Kowalski
- 2000: Bajland _ Zbigniew Potocki
- 2002: As _ Jacek Kamiński
- 2005: Na dobre i na złe _ Edward Hertman
- 2009: 39 i pół _ Żywisław
- 2010: Hotel 52 _ Pankiewicz
- 2011: Układ warszawski _ Jan
- 2011–2012: Barwy szczęścia _ Konrad Mazurski
- 2014–2015: Na dobre i na złe_ Walczyk
- 2017: Na układy nie ma rady